# Naturschutzgebiet Peenewiesen bei Gützkow
Koordinaten: 53° 55′ 9,1″ N, 13° 25′ 52,7″ O

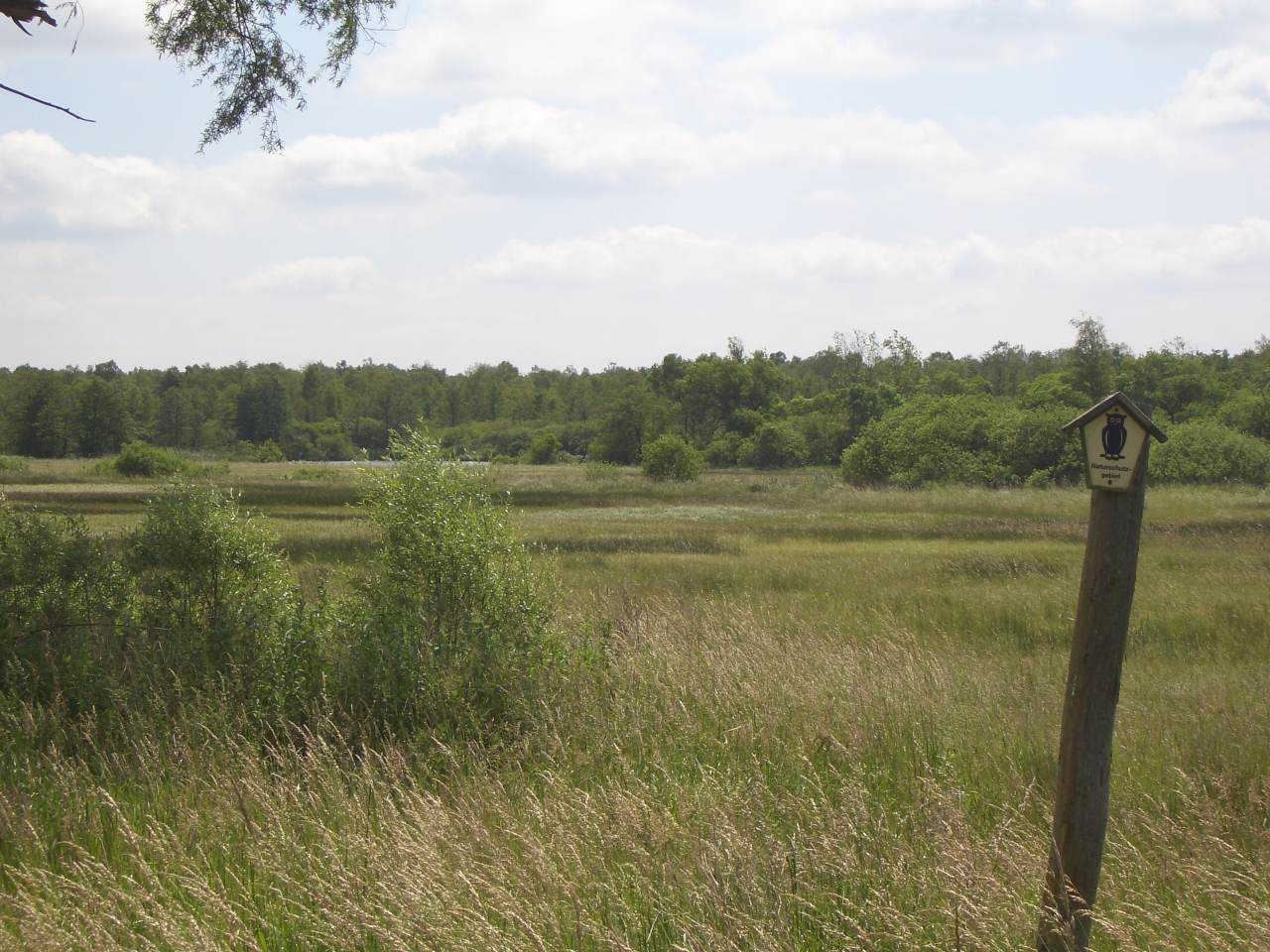
Feuchtwiesen im NSG

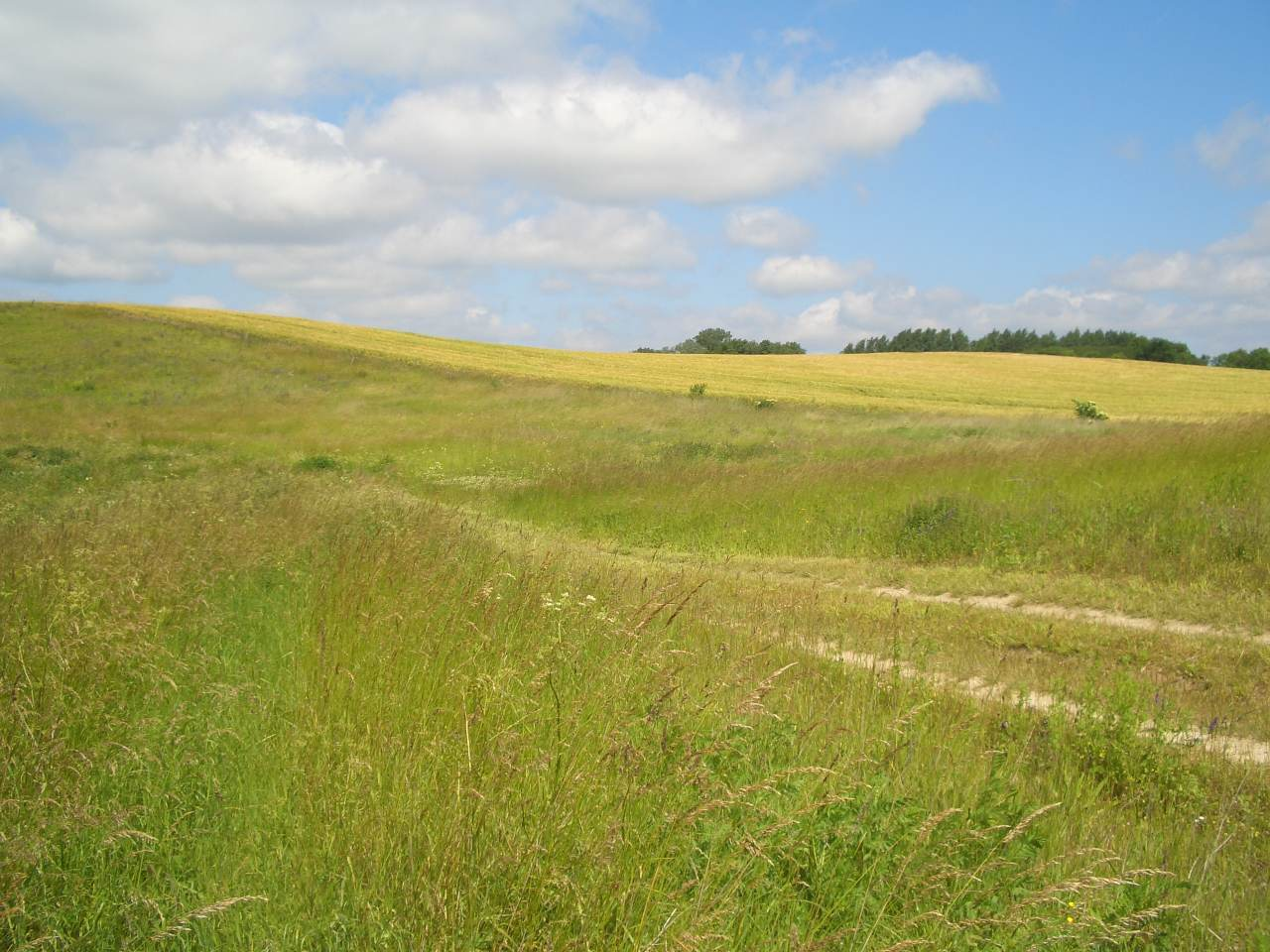
Nährstoffeintrag aus benachbarten Ackerflächen, erkennbar an Stickstoffzeigern (z. B. Holunder, Brennnessel)

Das Naturschutzgebiet Peenewiesen bei Gützkow war ein 59 Hektar umfassendes Naturschutzgebiet in Mecklenburg-Vorpommern. Es befand sich nördlich der Peene, drei Kilometer südöstlich der Stadt Gützkow. Die Unterschutzstellung erfolgte am 6. April 1955 mit einer Erweiterung im Jahr 1967. Zum 20. Mai 2010 ging es im größeren Naturschutzgebiet Peenetal von Jarmen bis Anklam auf.
Der Gebietszustand ist befriedigend. Das noch existierende Grabensystem führt zu Moorsackungen und Ableitung des Grundwassers in Richtung Peene. Weiterhin kommt es zu Nährstoffeinträgen aus benachbarten Ackerflächen. Durch eine Mahd alle zwei bis drei Jahre werden die Feuchtwiesen offen gehalten. Öffentliche Wege sind entlang der Schutzgebietsgrenze vorhanden. 

## Geschichte und Wasserhaushalt
Das Peenetal entstand am Ende der letzten Eiszeit. Die wellige Grundmoräne reicht mit 20 Meter Höhendifferenz bis an die Nordgrenze des Schutzgebietes. Die südlich anschließende Peene fungierte als Schmelzwasserabflussbahn des östlich liegenden Haffstausees. Der Meeresspiegelanstieg der Ostsee durch die Littorina-Transgression führte zur dauerhaften Überflutung des Tales. Nach Absetzen von kalkhaltigen Lebermudden kam es zum Wachstum eines heute 5–6 Meter mächtigen Durchströmungsmoores. Seit alters her erfolgte eine Nutzung zur Heuwerbung und als Weide. In den Schwedischen Matrikelkarten aus dem Jahr 1694 sind die Flächen gehölzfrei dargestellt. Der westlich gelegene Fährdamm existierte bereits. 140 Jahre später ist auf den Urmesstischblättern der südöstliche Teil mit Gehölzen bewachsen. Bis 1886 wurden entlang des Fährdamms Entwässerungsgräben angelegt und Torfstiche entstanden. Der Torf wurde vor allem zum Beheizen genutzt. Für die Gutsbesitzer wurden separate Torfstiche genutzt. Dort wurde im Sommer bis zu zwei Meter Tiefe der Torf gestochen.
Mit der Gründung einer Meliorationsgesellschaft im Jahr 1922 wurden die nördlichen Flächen eingedeicht und mit einem windbetriebenen Schöpfwerk entwässert. Allein der stark von Quellwasser geprägte nordöstliche Teil blieb unbeeinflusst. In den 1940er Jahren kam es zum Deichbruch, wodurch die Flächennutzung bis auf Heugewinnung im nördlichen Teil eingestellt wurde. Überflutungswasser der Peene reicht noch heute durch das existierende Grabensystem weit in die Schutzgebietsflächen, was zu schädigenden Eutrophierung führt. Das Gebiet ist seit den 1990er Jahren Bestandteil des Naturschutzgroßprojektes Peenetal-Landschaft.

## Pflanzen- und Tierwelt
Gemähte Feuchtwiesen dominieren im Gebiet, von denen es im gesamten Bundesland nur noch 600 Hektar gibt. Die quellnassen Standorte sind arm an pflanzenverfügbarem Phosphor und Kalium. Nur Stickstoff ist im Überfluss vorhanden, so dass die Feuchtwiese ein Mangelstandort ist.
Es finden sich Kohldistel- und Pfeifengraswiesen mit Trollblume, Preußischen Laserkraut, Kümmel-Silge,  Gemeiner Natternzunge und Prachtnelke. Mehlprimel und Strauch-Birke sind sogenannte Eiszeitrelikte. Die Orchideenflora weist mit Breitblättrigem Knabenkraut, Ostseeknabenkraut und Fliegenragwurz seltene Vertreter im nordostdeutschen Tiefland auf. Im feuchteren nordöstlichen Teil kommen Riede vor. Typische Arten sind dort Kopfbinse, Schlamm-Segge, Floh-Segge, Zweihäusige Segge, Schuppenfrüchtige Gelb-Segge, Fettkraut und Skorpionsmoos. Südlich des Turbinengrabens stockt Wald mit Kreuzdorn, Schwarz-Erle und Moorbirke. 
Das Peenetal ist bekannt für seine bedrohten Tagfalterarten wie Baldrian-Scheckenfalter, Großer Heufalter, Moor-Feuerfalter, und Großer Feuerfalter, die innerhalb der Schutzgebietsflächen vorkommen. Am Talrand wurde der Schwalbenschwanz beobachtet. Erwähnenswert sind die beiden sehr seltenen Spinnenarten Agyneta decora und Pardosa sphagnicola.
Brutvögel im Gebiet sind Bekassine, Blaukehlchen und Beutelmeise.